# Rockstar Games Social Club
Rockstar Games Social Club（ロックスター・ゲームス・ソーシャルクラブ、ソーシャルクラブ）はアメリカのロックスター・ゲームス社が独自に無料運営しており、全世界中で約1億人以上のユーザーがサインインしている共有型コミュニケーションサービスである。

## 概要
Rockstar Games Social Clubは公式サイトでも Social Club と略されている。
2008年4月17日に開設されて以来、1億人以上の世界中の人（プレイヤー）と共有する事やゲーム内で自分が撮影した写真を世界中に投稿することも全て無料でできる。
また限定のゲーム内ボーナスもある。
クルーはロックスターゲームス作品内のオンラインモードでクルーと呼ばれるチーム作成することができる。他には、ステータス追跡やコミュニティコンテンツなどのゲーム内の撮影した写真（他のプレイヤーとの共有写真など）、ビデオ（ロックスター・エディターなど）の作品で投稿ができる。
その他にロックスター・ゲームスからゲーム内のアップデート情報なども発表することもある。

## SC対応可能ロックスター作品
- グランド・セフト・オートIV
- ミッドナイイトクラブ:ロサンゼルス
- グランド・セフト・オート・エピソード・フロム・リバティーシティ
  - グランド・セフト・オートIV・ザ・ロスト・アンド・ダムド
  - グランド・セフト・オート・ザ・バラッド・オブ・ゲイ・トニー
- グランド・セフト・オート・チャイナタウンウォーズ
- ビートレーター
- レッド・デッド・リデンプション
- レッド・デッド・リデンプション・アンデッド・ナイトメア
- マックスペイン モバイル版
- マックスペイン3
- L.A.ノワール
- グランド・セフト・オートV
- BULLY:アニバーサリー・エディション
- レッド・デッド・リデンプション2
- グランド・セフト・オート:トリロジー:決定版